# Dub u Nechanic
Dub u Nechanic je památný strom na jih od Nechanic u Nových Mitrovic. Přibližně dvě stě let starý dub zimní (Quercus petraea 'Mespilifolia') roste v lesním podrostu na jih od obce při cestě na kopec Hora, v nadmořské výšce 655 m. Výška stromu je 17 m, výška koruny 12 m, šířka koruny 9 m, výška kmene 5,2 m, obvod kmene 377 cm (měřeno 2011). Strom je chráněn od 12. června 2012 jako významný svým vzrůstem.